# Marianne Høgsbro
Marianne Høgsbro (født 11. februar 1947 på Frederiksberg) er en dansk skuespillerinde.
Høgsbro er datter af læge Erling Høgsbro (d. 1998) og hans hustru Kirsten Reingaard (d. 1984). Hun blev først uddannet balletlærer i 1974 og siden 1979 på Statens Teaterskole. Samme år blev hun ansat på Aalborg Teater og derefter på flere teatre i København, herunder Det Kongelige Teater i årene 1986–90.
I 2014 modtog hun Lauritzen-prisen for sine skuespilpræstationer.

## Filmografi

### Film
| År   | Titel                                                 | Rolle               | Noter |
| ---- | ----------------------------------------------------- | ------------------- | ----- |
| 2004 | Kongekabale                                           | Gitte Bruun         |       |
| 2018 | Journal 64                                            | Beate Wad           |       |
| 2018 | Happy ending                                          | Linda               |       |
| 2020 | Julemandens datter 2 - Jagten på Kong Vinters krystal | Kirsten Strik       |       |
| 2022 | Elsker dig for tiden                                  | Gertrud             |       |
| 2023 | Den der lever stille                                  | Telefonstemme Tante |       |

### Tv-serier
| År        | Titel                | Rolle                | Noter            |
| --------- | -------------------- | -------------------- | ---------------- |
| 1995-1998 | Hjem til Fem         | Vivi, Ulriks ekskone |                  |
| 1996      | Charlot og Charlotte | Bente                |                  |
| 1997-1999 | TAXA                 | Lægen                | Episode 7 og 41  |
| 2000-2002 | Hotellet             | Advokat              | Episode 58 og 59 |
| 2000      | Edderkoppen          | Dommer               |                  |
| 2000-2004 | Rejseholdet          | Karin                | Episode 16       |
| 2003-2004 | Forsvar              | Vera Rosenberg       | Episode 22       |
| 2018      | Greyzone             | Hanne Rahbek         | S1E3 S1E4        |
| 2019      | Mellem os            | Nannas mor           | Episode 6, 7, 8  |